# Tongatapu
Tongatapu es la principal isla de Tonga, donde está la capital Nukualofa, y la residencia del rey de Tonga, Tupou VI.

## Descripción
La isla es casi un atolón con unos acantilados en la costa sur y una amplia laguna ante la costa norte. La orografía presenta una pendiente suave desde el norte, al nivel del mar, hasta el sur más elevado.
Es la isla más grande de Tonga, con un tercio de la superficie total del país, y además la isla más poblada, con dos tercios de la población total, una de las islas con más densidad de población del Pacífico sur.

## Etimología
El nombre Tongatapu (tonga, sur; tapu, tabú o sagrado) significa "sagrada del sur", y es el origen del nombre del reino de Tonga.
El primer europeo que arribó a Tongatapu fue el holandés Abel Tasman en 1643, la bautizó como la isla Ámsterdam. En 1802, el barco estadounidense Portland fue el primero en ser capturado en el Pacífico Sur. La tripulación fue masacrada, excepto Elisabeth Morey que se convirtió en la primera mujer náufraga y se convirtió en la mujer del jefe local. Dos años después, cuando estaban a punto de asaltar al estadounidense Union, Morey les avisó y pudo huir con ellos. Y tras unos meses en Sídney, volvió a Tonga.
En Tongatapu se encuentra una de las mayores concentraciones de restos arqueológicos del Pacífico. En Mu‘a, la antigua capital, se encuentran pirámides funerarias de piedra del siglo XVI. Las tradiciones orales recuerdan las condiciones de esclavitud con las que se erigieron las construcciones monumentales.
Uno de los monumentos más intrigantes de la Polinesia es el trilito de Ha‘amonga ‘a Maui. Construido en el siglo XIII, consta de dos pilares de 40 toneladas con un dintel de 9 toneladas. Se ha especulado mucho sobre su función, pero lo único que se sabe es que está alineado con la salida y puesta de sol en el solsticio de invierno.

## Lugares de interés

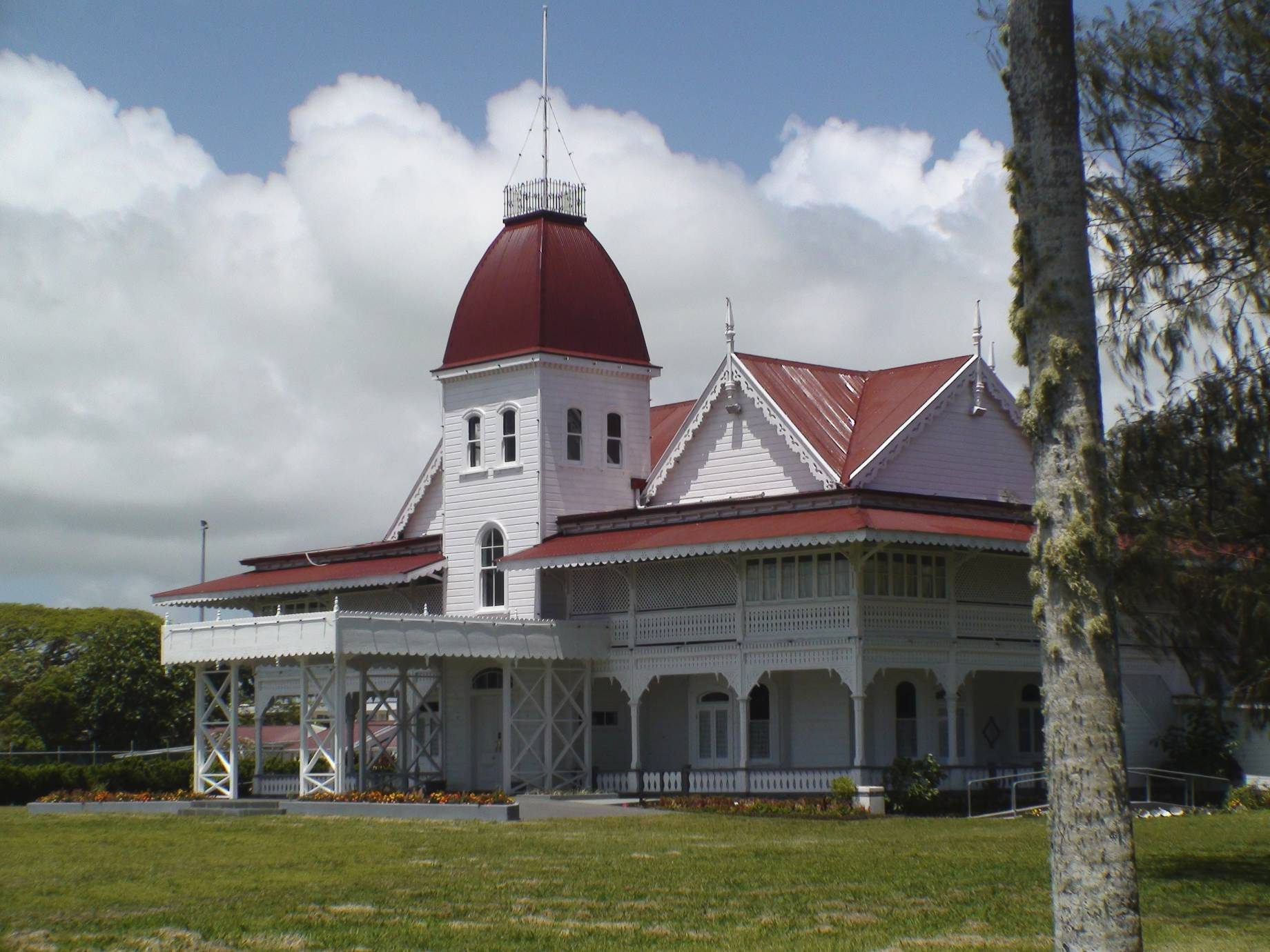
Palacio real.

- Palacio real de Tonga, la residencia del rey de Tonga.
- Nukualofa, la capital del reino de Tonga.
- Mu'a, segunda ciudad de Tongatapu y antigua capital.
- Langi, lugar de enterramiento de los antiguos reyes.
- Mapu a Vaea, arrecife de coral erosionados.
- Hufangalupe, puente natural.
- Pangaimotu, isla turística cerca de Nukualofa.
- Lugar de desembarco del Capitán Cook.
- Ha'amonga 'a Maui – trilito monumental.

## División de Tongatapu
La división administrativa de Tongatapu consta, además de la isla principal de Tongatapu, de diversas islas menores cercanas habitadas. Se subdivide en siete distritos y todas las islas dependen de algún distrito de Tongatapu. El grupo de Tongatapu incluye las divisiones de Tongatapu y 'Eua y, administrativamente, el grupo Niuas.
| Isla           | Población (1996) | Área (km²) | Densidad |
| -------------- | ---------------- | ---------- | -------- |
| 'Ata           | 2                | 0,22       |          |
| 'Atataa        | 234              | 0,52       | 450,0    |
| 'Eueiki        | 56               | 1,06       | 52,8     |
| Fafaa          | 10               | 0,09       | 111,1    |
| Nukunukumotu   | 24               | 1,32       | 18,2     |
| 'Oneata        | 3                | 0,06       |          |
| 'Onevai        | 8                | 0,03       |          |
| Pangaimotu     | 29               | 0,13       | 223,1    |
| Velitoa Hahake | 10               | 0,01       |          |
| Velitoa Hihifo | 17               | 0,01       |          |
| Tongatapu      | 66.586           | 257,03     | 259,1    |
| TOTAL          | 66.979           | 260,48     | 257,1    |